# Kanzel (Paimpont)

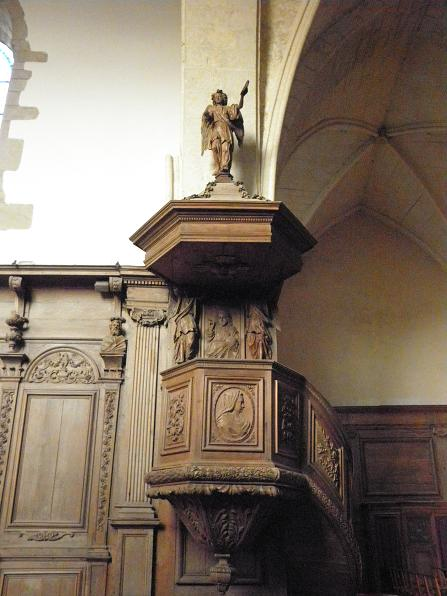
Kanzel in Paimpont

Die Kanzel in der ehemaligen Klosterkirche und heutigen Pfarrkirche Notre-Dame in Paimpont, einer französischen Gemeinde im Département Ille-et-Vilaine in der Region Bretagne, wurde im 17. Jahrhundert geschaffen. Die Kanzel wurde 1919 als Monument historique in die Liste der geschützten Objekte (Base Palissy) in Frankreich aufgenommen.
Die hölzerne Kanzel wird von einem Schalldeckel, der mit einem Engel bekrönt wird, abgeschlossen. An der Unterseite ist eine Heiliggeisttaube angebracht. Auf dem Kanzelkorb ist eine Reliefbüste Marias angebracht.  
Die Kanzelwand ist mit einem Relief des segnenden Christus mit der Weltkugel in der linken Hand und zwei Karyatiden in Form von Engeln geschmückt.
Über eine hölzerne Treppe mit geschnitzten Reliefs in Form von Pflanzenmotiven erreicht man die Kanzel. 

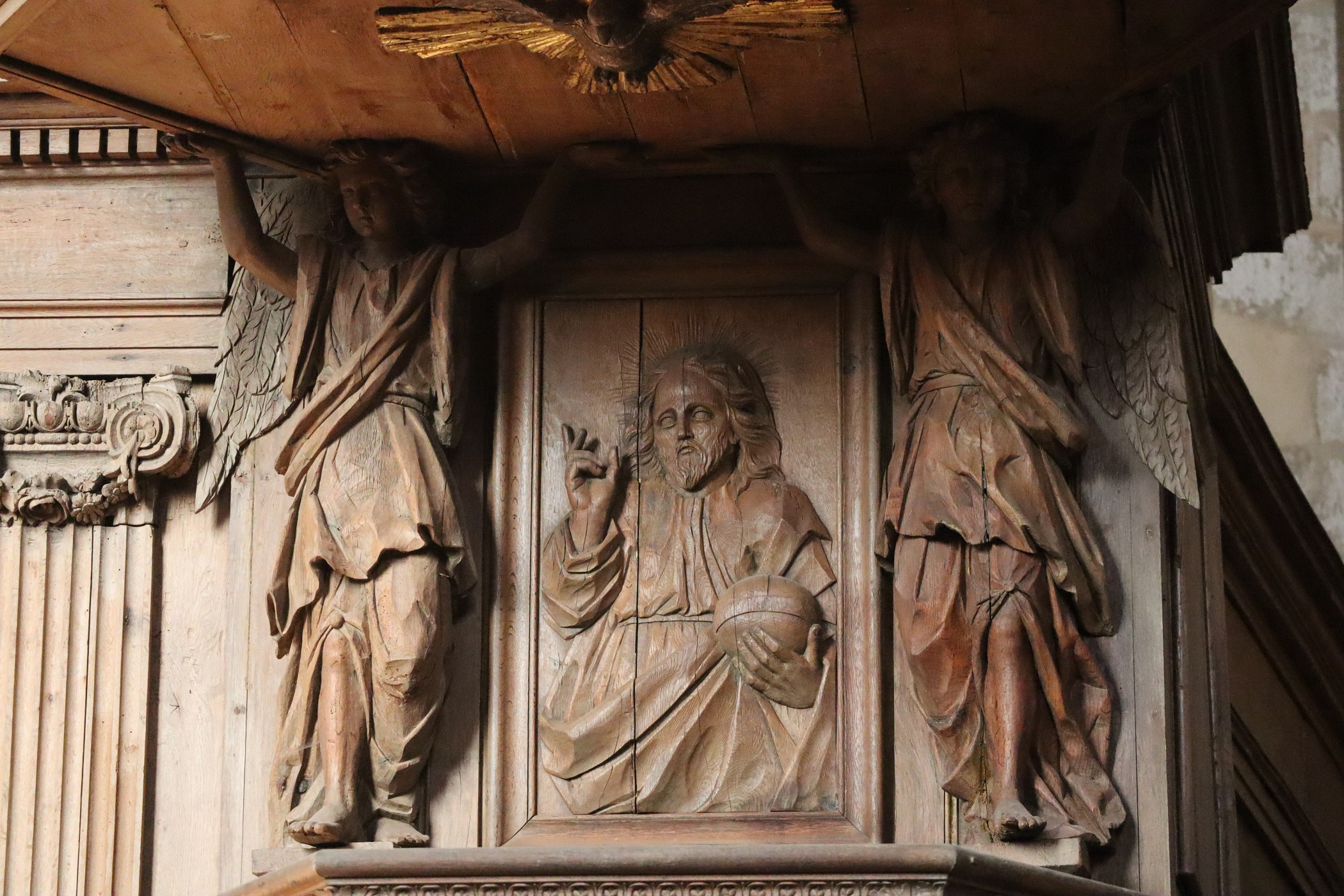
Kanzelwand mit segnendem Christus und zwei Karyatiden in Form von Engeln
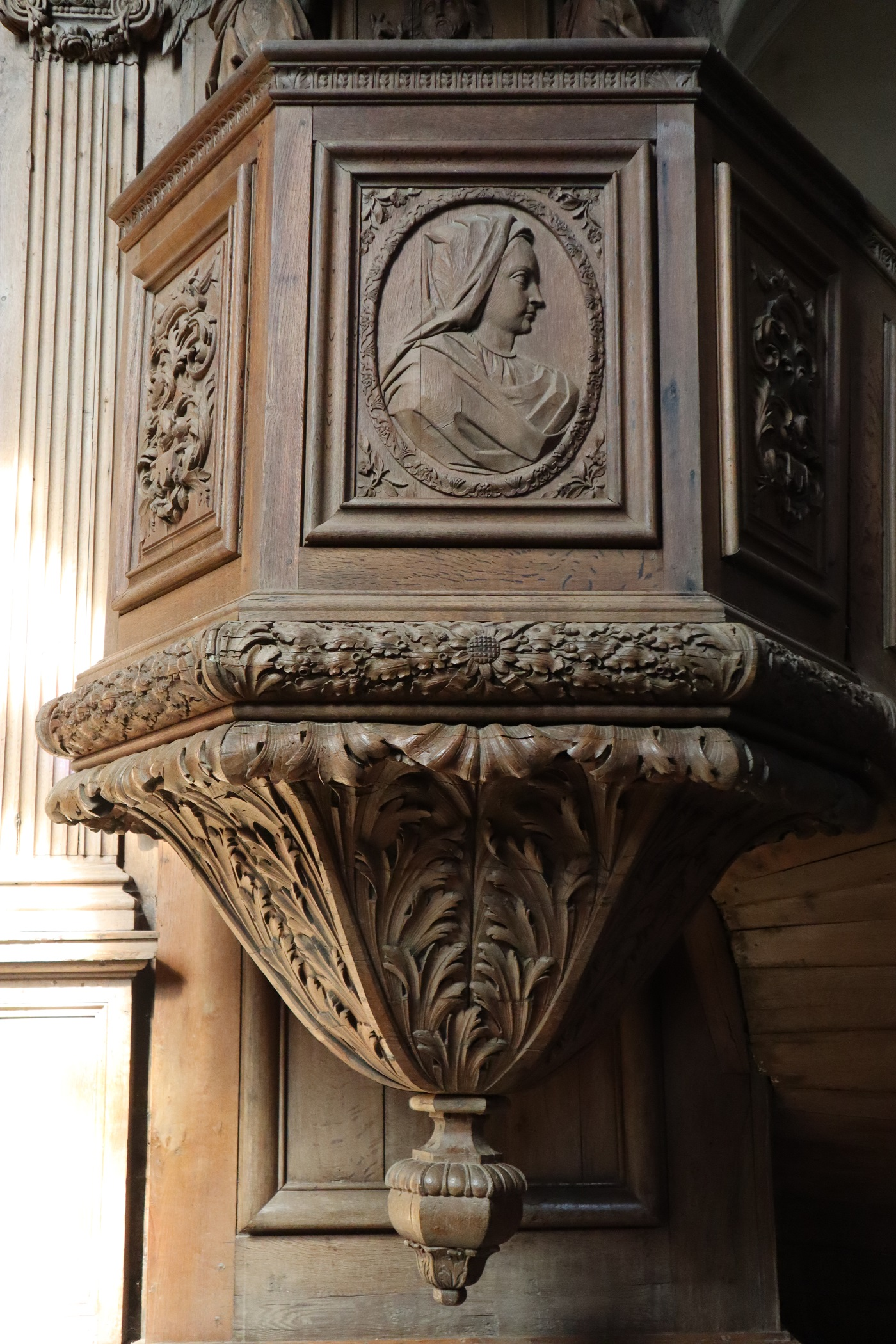
Kanzelkorb mit einer Reliefbüste Marias
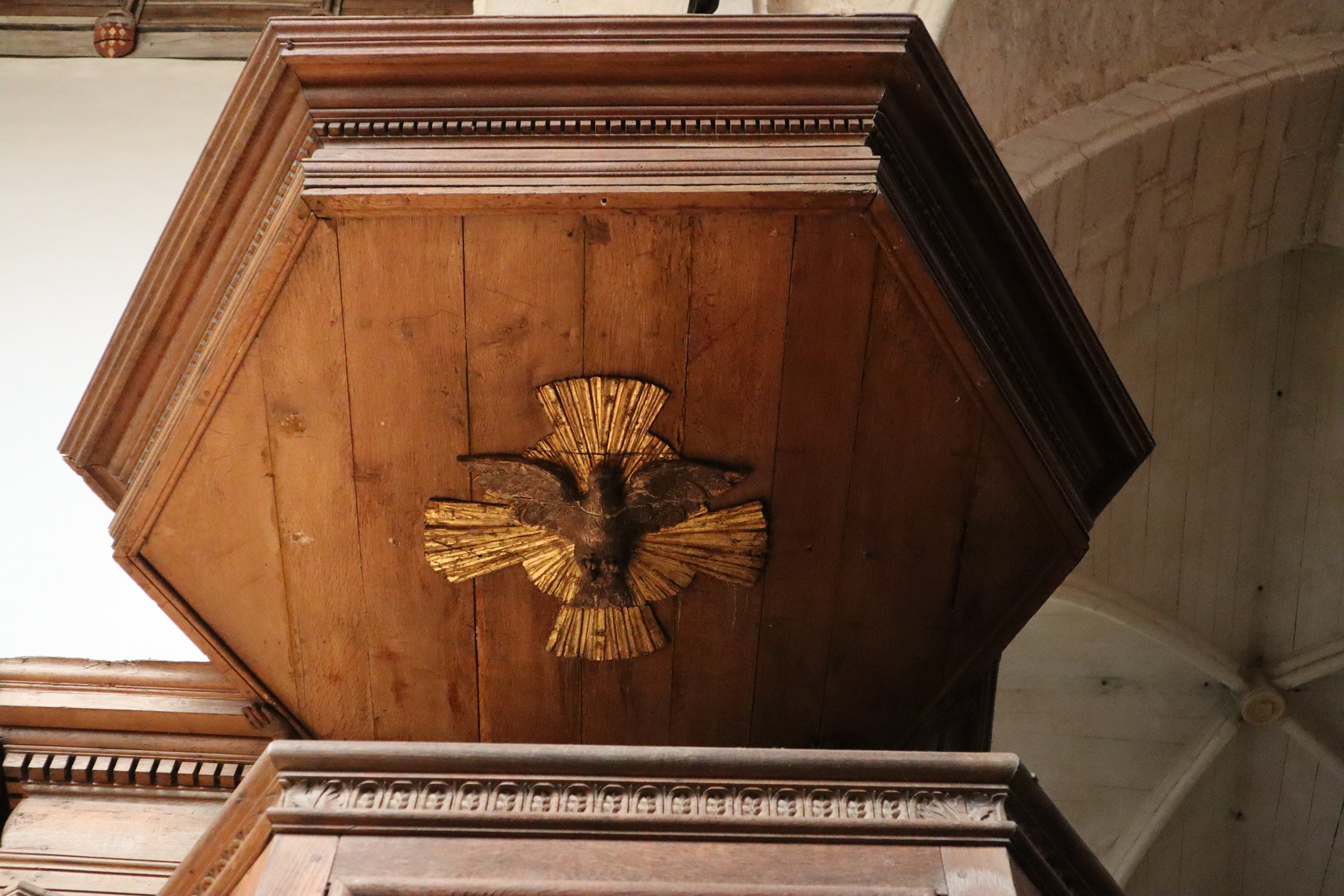
Unterseite des Schalldeckels mit Taube
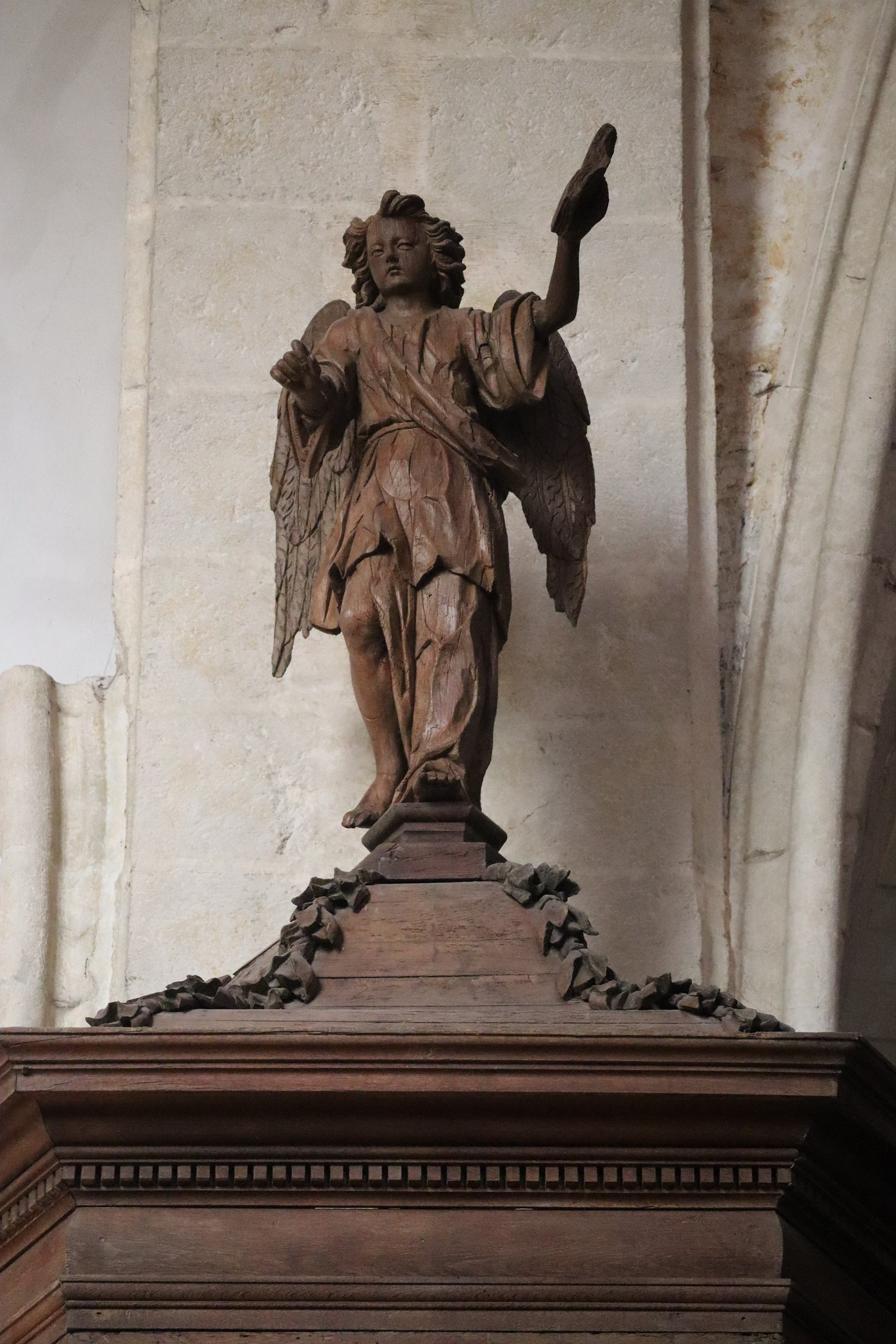
Engel auf dem Schalldeckel